# Wilczak (kynologia)
Wilczak – mieszaniec wilka i psa.

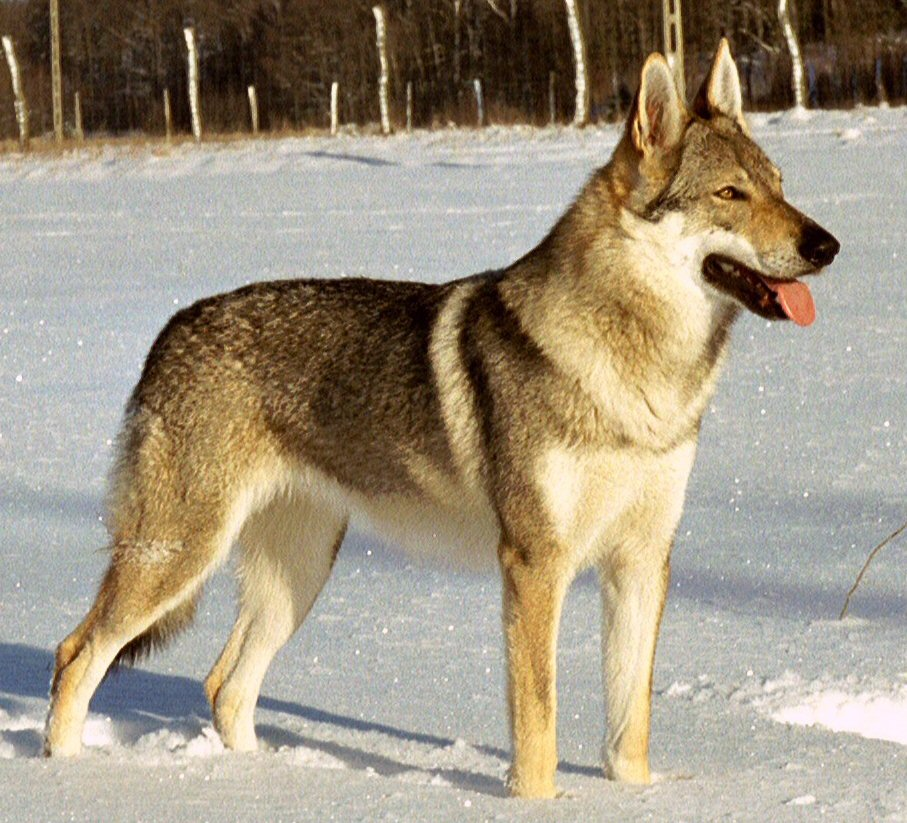
Wilczak czechosłowacki

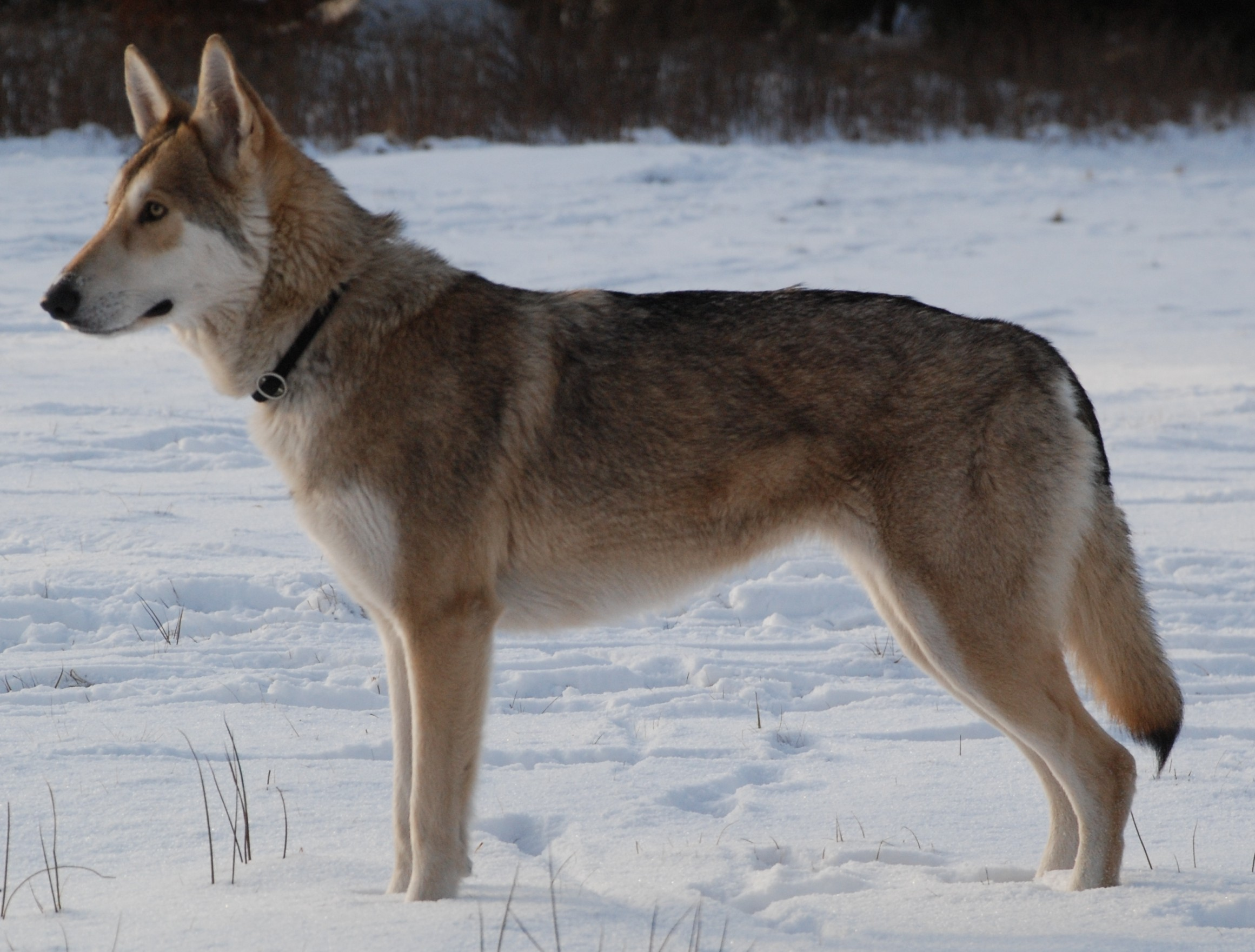
Saarlooswolfhond

Wilk i pies mają tak dużo wspólnego materiału genetycznego, że mogą się bez problemu krzyżować. Krzyżówki takie powstają w warunkach naturalnych pomiędzy wilkami i zdziczałymi psami (głównie w przypadku rozbicia watah i braku możliwości prokreacji w ramach gatunku) oraz w hodowlach psów – prowokowane przez człowieka. Powstałe osobniki cechują się wysoką potrzebą dominacji, terytorializmem i chęcią do polowań. W wyniku krzyżowania się z psami u wilków powstała ciemna okrywa włosowa. Nie została wyeliminowana przez dobór naturalny, lecz częstotliwość jej występowania stale rośnie. Prawdopodobnie ma to związek ze zmniejszaniem się habitatu arktycznego, co spowodowane jest ocieplaniem się klimatu. Drapieżniki o jasnym umaszczeniu występują rzadko poza obszarem tundry, ponieważ ich futro nie zapewnia im tam kamuflażu.
Mieszańce północnoamerykańskich odmian wilka z psami różnych ras, popularnie określane słowem wolfdog  (ang.), są szczególnie popularne w Stanach Zjednoczonych. Trzymane w domach jako zwierzęta domowe, wilczaki stanowią duże zagrożenie dla ludzi, którzy hodują je niewłaściwie. Źle hodowane mogą wziąć małe zwierzęta lub nawet dzieci za potencjalną ofiarę, a dorosłych ludzi i inne psy potraktować jako konkurentów. Są to psy z charakterem i mają duże wymagania względem właściciela i otoczenia. Zwierzęta te odczuwają typowo wilczą chęć do znakowania swego terenu moczem, kopania i niszczenia przedmiotów. Półwilki bywają też hodowane dla potrzeb rynku nielegalnych psich walk. 
Niektóre bastardy powstały na potrzeby wojska i służb, jako pies patrolujący granice, ratowniczy czy chroniący obiekty. Celem różnych programów hodowlanych było poprawienie kondycji fizycznej i zmysłów psów użytkowych. Większość eksperymentów zakończyła się niepowodzeniem z powodu niemożliwości wyeliminowania nabytych od wilków cech osobowościowych, takich jak ostrożność (lękliwość, ciągłe czuwanie) czy niezależność (nieprzewidywalność zachowań, brak pewności wykonania poleceń). Trwałe znaczenie hodowlane mają:
- wilczak czechosłowacki (słow. Československý vlčák) – rasa psa[3];
- wilczak Saarloosa (nider. Saarlooswolfhond) – rasa psa[4];
- wilczak włoski (wł. Lupo Italiano) – rasa użytkowa nieuznawana przez FCI;
- wilczak z Kunming (mandar. 昆明犬, Kūnmíng quǎnang) – rasa użytkowa nieuznawana przez FCI.